# Бургерсдейк, Франко Петри
Франко Петри Бургерсдейк (нидерл. Franco Petri Burgersdijk, Де-Лир, 3 мая 1590 — Лейден, 19 февраля 1635), урожд. Франк Питерсзон Бургерсдейк (нидерл. Franck Pieterszoon Burgersdijk) также известный как Бургерсдиций или Бургерсдициус — нидерландский философ и логик, профессор Лейденского университета.

## Биография
Бургерсдейк учился в Лейденском университете и в университете Сомюра, где в 1614 стал профессором. Через пять лет вернулся профессором в Лейден.

## Труды

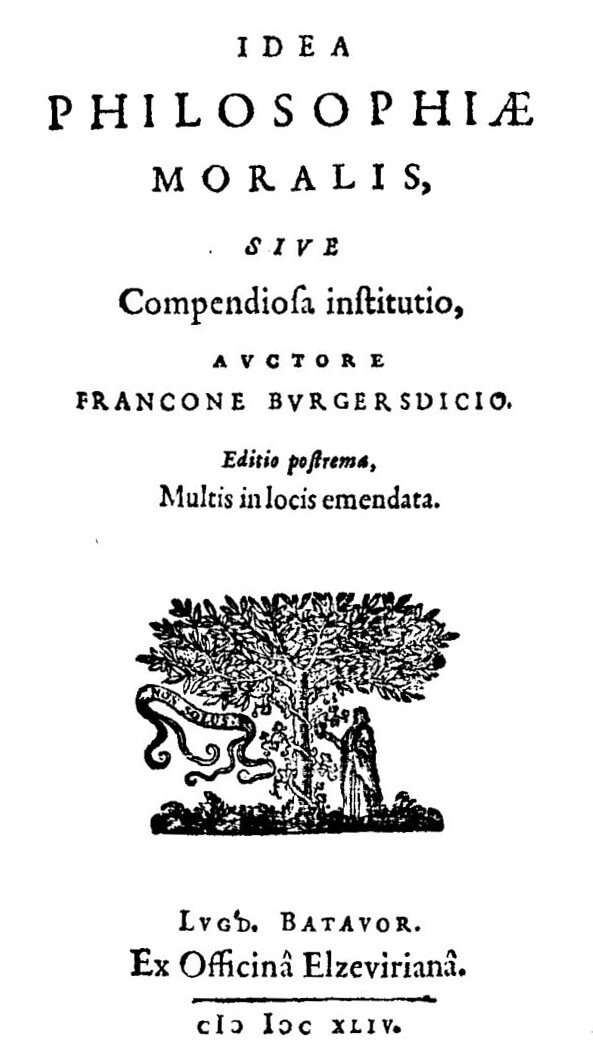
Idea philosophiae moralis, 1644

Ряд трудов Бургерсдейка был издан посмертно.
- Institutionum logicarum libri duo (Лейден, 1626, 1635, 1646). Книга была чрезвычайно популярна, была переведена на нидерландский язык (1646) и использовалась в английских университетах[2]. Именно к этому труду Бургерсдейка отсылают Чарлз Метьюрин и Чарльз Сандерс Пирс:
  - «Испытанный хотя бы раз голод, строгий отрывистый урок, который мы слышим из бледных и сморщенных губ нужды, стоит всей логики несчастных пустозвонов, которые самодовольно болтали об этом, — от Зенона до Бургерсдиция» (Чарлз Метьюрин, «Мельмот Скиталец»)[2].
  - "Универсальное <…> Бургерсдиций, буквально переводящий Аристотеля, говорит: «Universale appello, quod de pluribus suapte natura praedicari aptum est» «Универсальным я называю то, что способно по природе сказываться о многом»." (Чарльз Сандерс Пирс, «Элементы логики»)[3]
- Institutionum metaphysicarum libri duo (Лейден, 1647, 1653, 1657)
- Idea oeconomicae et politicae doctrinae (Лейден, 1644)[4].
- Idea philosophiae moralis (лат.). — Bonaventura Elzevier, Abraham Elzevier, 1644.

- Idea philosophiae naturalis, sive Methodus definitionum et controversiarum phisicarum (лат.). — Bonaventura Elzevier, Abraham Elzevier, 1652.

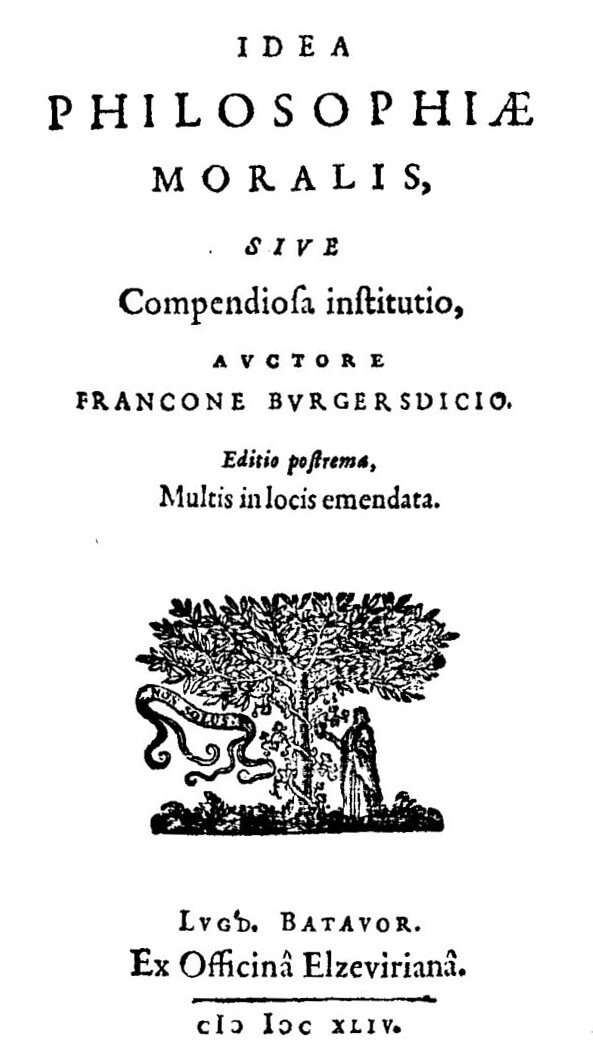
Idea philosophiae moralis, 1644
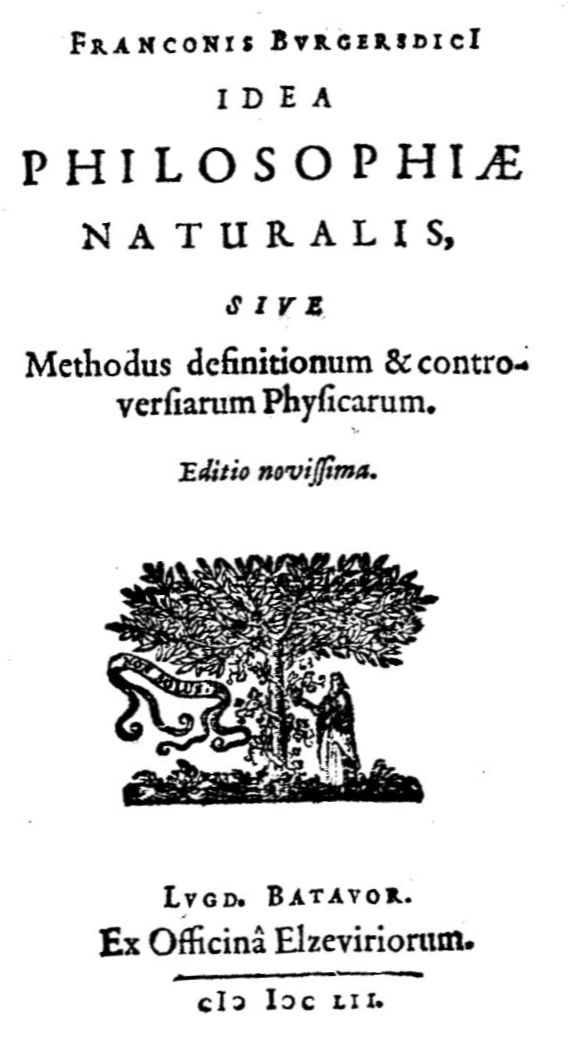
Idea philosophiae naturalis, sive Methodus definitionum et controversiarum phisicarum, 1652